# Hypecoum imberbe
La pamplina (Hypecoum imberbe) es una planta de la familia de las papaveráceas. 

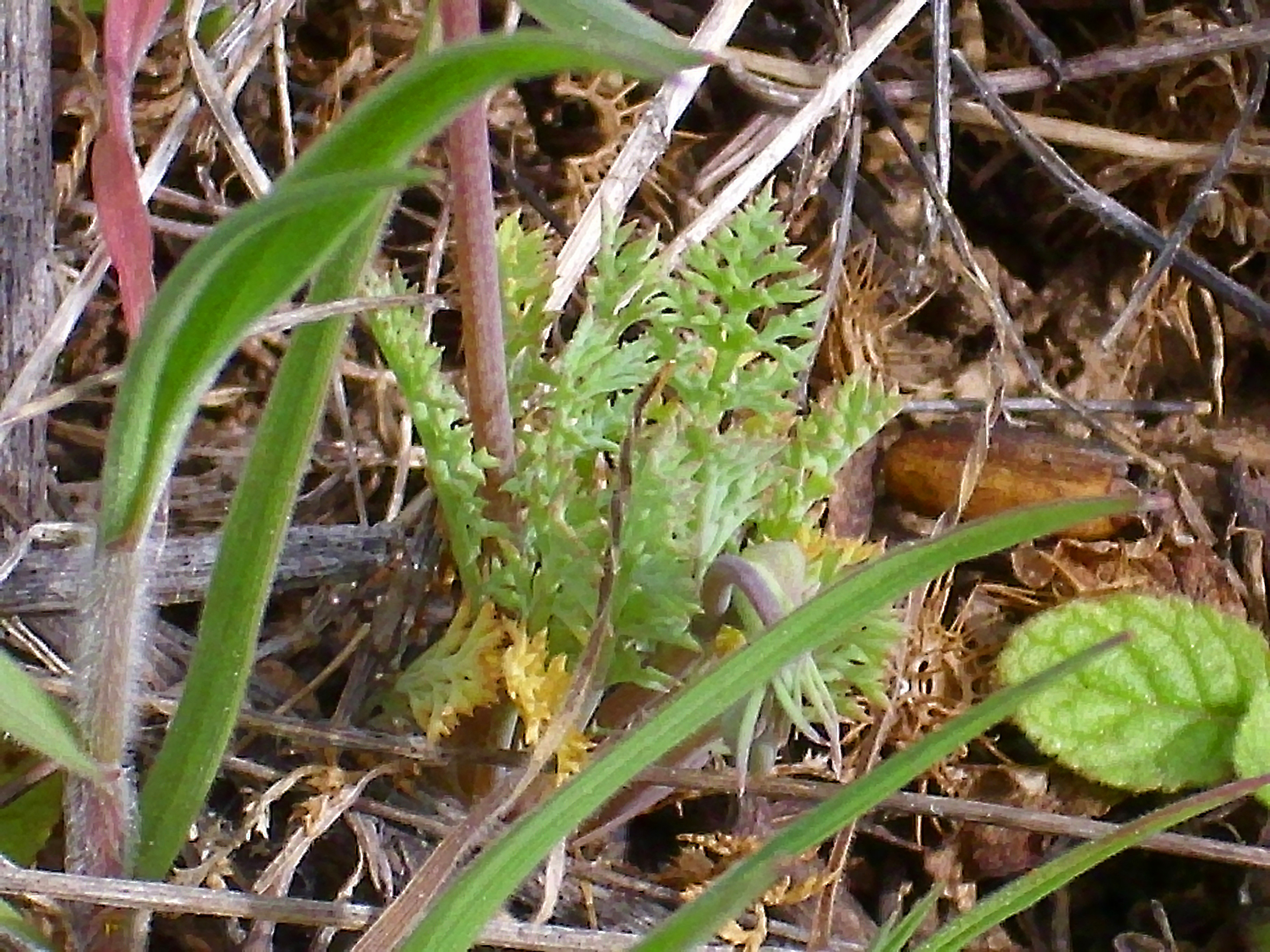
Hojas y tallos

## Descripción
Planta erecta de hojas gris azuladas, glabras y divididas en segmentos terminales estrechamente lineares, dilatados hacia el ápice, agudos. Tallos ascendentes o tumbados. Inflorescencia generalmente erecta de color amarillo intenso o anaranjado, con dos pétalos exteriores divididos en tres lóbulos, los laterales tan grandes como el central, anchamente triangulares y cuneados en la base, el central con el dorso verdoso, los dos internos tripartidos, con segmentos laterales lineares y enteros, el central estipitado, al principio encerrando ovarios y estambres, luego revoluto, con manchas negras en la base, estambres medios con filamentos estrechamente triangulares, polen anaranjado-amarillento.
Fruto en silicua, estrecho, frecuentemente arqueado, semillas en forma de semicírculo de color pardo. 

## Hábitat y distribución
Habita sobre campos de cultivo como mala hierba y a lo largo de los caminos en la región mediterránea. En la península ibérica en el centro y sur.

## Taxonomía
Hypecoum imberbe  fue descrita por James Edward Smith y publicado en Florae Graecae Prodromus 1: 107. 1806.
Citología
Número de cromosomas de Hypecoum imberbe (Fam. Papaveraceae) y táxones infraespecíficos: n=8
Sinonimia
- Hypecoum aegypitacum Asch. & Schweinf.
- Hypecoum glaucescens Guss.
- Hypecoum grandiflorum Benth.
- Hypecoum patens Willd.
- Hypecoum procumbens subsp. grandiflorum (Benth.) Pau	[4]

## Nombres comunes
Ballarida, dormidera malvar, guacharrillo, guacharro, matacandiles, mayas, moria, pamplina, pamplinas, pañuelito, picapollos, pico churro, pico de pajarito, zadorija, zadrija, zahorija, zapalilla, zapatilla de la reina, zapatillas, zapatito, zapatito de la Virgen, zarodijas.